# ガンガンYG
『ガンガンYG』（ガンガンワイジー）は、スクウェア・エニックスから2004年に発行されていた漫画雑誌（青年漫画雑誌）。2004年12月3日に『ガンガンYG』から『ヤングガンガン』に誌名を変更した。
季刊誌。第三号にて休刊し、『ヤングガンガン』の創刊が同誌上で宣言された。『月刊少年ガンガン』や『月刊Gファンタジー』で過去または現在執筆中の漫画家の作品が多い。

## 連載作品
- セキレイ (漫画)（極楽院櫻子）
- アストロベリー（金田一蓮十郎）
- ぱにぽに外伝（氷川へきる）
- 凸凹キャンパス（浦地コナツ）
- 1/Nのゆらぎ（土塚理弘）
- サークルエー（極山裕）
- 気象戦隊ウェザースリー（くぼたまこと）
- 恋せよ!! 私立青春学園（中村光）
- リセット（フランス語版）（筒井哲也）
- ドラゴンクエスト列伝 ロトの紋章Returns（脚本：小柳順治、作画：藤原カムイ）
- DRAG-ON DRAGOON Judgement（原作：名取佐和子、作画：寺田亨）
- ユーベルブラット（塩野干支郎次）